# Portenstérol
Le portenstérol est un composé organique de formule brute C28H44O2, appartenant à la famille des stérols. Il a été isolé en 1976 à partir de cultures mycéliennes de Tricholoma portentosum, Lepista nuda et Clitocybe nebularis,.